# 方一仁
方一仁是中华人民共和国浙江省临海市的一家药店，位于赤城路55号，由方庆禄创始于1829年。现为浙江省临海医药有限公司下属的药店。1994年，方一仁由中华人民共和国国内贸易部认定为“中华老字号”，但2006年商务部重新认定的第一批“中华老字号”中，方一仁并不在列。2008年，方一仁由浙江省商务厅认定为第一批“浙江老字号”。

## 历史
嘉庆十一年（1807年），宁波慈溪人方庆禄、方庆彩两兄弟与其父在临海章安（今台州市椒江区章安街道）创办了“方万盛”药店，此乃台州首家国药店。之后，道光元年（1821年）与道光九年（1829年）方庆禄又先后在临海城关（今临海市古城街道）创办了“遂生园”药栈（主营批发）与“方一仁”药号（主营零售）。嘉庆年间，方家在台州共创办十余家药号，其中以方一仁最为著名。
方庆禄逝世后，方一仁与遂生园分别由其子方钟、方镕继承。方一仁曾遭遇三次火灾，被迫移所，最终迁至太平天国侍王寓所对面的白塔桥。由于地理位置优势，加之方氏严守祖训、恪守诚信，方一仁声名鹊起，成为台州地区的一家国药巨头。
方一仁药店常年聘请有名望的老中医卢立庚、方祝卿等人为坐堂医师，还加设客座医师与店外特约聘方医师。该店承接店外医师的方笺，按价值比例计算薪酬。为了做好经营管理，方一仁不惜重金从外地聘请行业名流。清末民初，方一仁从宁波聘请张锦堂做“老大”。此时方一仁已拥有门市部店面三间两层楼、刀房两间两层楼、批发部三间两层楼、仓库五间两层楼、工场平屋六间，还有自己的药田与晒药场，形成了前店后厂的模式。一般楼下营业，楼上为员工提供住宿，或存放贵重药品。
方一仁加工药材的师傅也根据手艺分为不同等级，由“头刀”总负责。学徒期有几年的时间，在学徒期间除了要承担杂务，还要努力学习药书。学徒期满后，仍需经过多项学习，具备药师资格后才可配药。民国27年（1938年），方一仁药工蔡和生前往南洋博览会参赛，现场表演将约1公斤重的茯苓切成300多片，均薄如蝉翼，无一破损，最终获得博览会银奖。
方一仁对制药原料质量要求亦颇高。梅花鹿须选用北方刚成熟的健壮梅花细鹿，煎阿胶的驴皮须选用山东优质干驴皮，烧酒须选用65度纯正高粱烧。
中华人民共和国成立初期，方一仁药号的规模仍然较大，1956年方一仁、遂生园两家药店共有员工40余名，固定资产占临海城关中药业的三分之二。1956年3月由于实行公私合营，临海城关内的国药店全部合称“城关公私合营方一仁国药店”。1958年，公私合营的方一仁划归临海县中医院，成为该院门诊部。1961年11月划归县医药公司。1966年改名“人民药店”，1972年称“临海县医药公司零售部”。1986年，临海市医药公司决定正式挂牌恢复“方一仁”老字号。1994年1月，临海市医药公司改制为“浙江省临海医药有限公司”，方一仁为其下属药店。
1994年，方一仁由中华人民共和国国内贸易部认定为“中华老字号”，但并未列入2006年中国商务部重新认定的第一批“中华老字号”。2008年，浙江省商务厅认定方一仁为第一批“浙江老字号”。

## 方一仁中医药博物馆
方一仁中医药博物馆位于临海市紫阳街385号，于2009年开馆，采用明清时期中药店铺的格局。博物馆内陈列有方一仁药号曾经使用过的器具、悬挂过的牌匾与大量的中药标本，不仅展示方一仁药号的发展历史，还介绍中医药有关的知识。此外，博物馆还以硅胶人像的方式还原了药铺当年的场景。